# Steve Perry
Stephen Ray Perry (Hanford, California; 22 de enero de 1949), más conocido artísticamente como Steve Perry, es un cantautor y músico estadounidense que se dio a conocer como vocalista de la banda de rock Journey durante 1978-1987 y 1995-1998 y luego continuó brevemente como solista.

## Carrera musical
Steve Perry se trasladó a Banta, California, un pequeño pueblo granjero a las afueras de Tracy, California, en donde fue el vocalista de la banda Alien Project a la edad de 25 años. Estuvo a punto de abandonar la música cuando el bajista de la banda, Richard Michaels, falleció en un trágico accidente de automóvil. Lleno de pena, Perry decidió abandonar su carrera musical y siguió con el negocio de su padrastro en la construcción, y trabajó después en una granja de pavos. Pero por recomendación de su madre, Perry contestó a una llamada de Walter "Herbie" Herbert, mánager de la banda de San Francisco Journey.
Herbert recibíó una demo de Alien Project con la canción "If You Need Me, Call Me", sugiriéndole que Perry sería un gran sustituto para el entonces cantante de Journey, Robert Fleischman. Fleischman estaba al margen de Herbert, conservando su propio mánager, y además no se sentía integrado con el estilo de rock progresivo de la banda. Entonces Perry se unió a una gira, y para evitar alarmar a Fleischman, fue presentado como el primo portugués de uno de los técnicos de montaje de la gira. Sin que Fleischman lo supiera, Perry cantó una canción con Journey durante una prueba de sonido en Long Beach. Poco después, Herbert comunicó a la banda el reemplazo del cantante.
Perry trajo un nuevo sonido pop a Journey, a pesar del descontento de sus nuevos compañeros y de los fanáticos del anterior sonido de la banda. Su debut como solista se produjo el 28 de octubre de 1977 en San Francisco, con disparidad de reacciones. Perry hizo caso omiso a las malas críticas, y ganó una nueva audiencia para el grupo con su primer álbum con Journey, Infinity, que incluyó una canción compuesta por él mismo, "Lights". El estilo de la banda había cambiado drásticamente, pero Journey comenzó a sonar en las radios, y los medios hablaban sobre Infinity, por lo que la llegada de Perry fue aceptada.
Perry fue el vocalista de Journey en nueve álbumes: Infinity (1978), Evolution (1979), Departure (1980), Dream, After Dream (1980, una banda sonora japonesa), Captured (1980, un álbum en directo), Escape (1981, que logró el número uno en las listas del Billboard), Frontiers (1983), Raised on Radio (1986), y Trial By Fire (1996). "Open Arms", de Escape, fue el sencillo de mayor éxito de Journey, permaneciendo seis semanas en el número dos del Billboard Hot 100. Perry se convirtió en una voz referencia durante su estancia con Journey, a la altura de la gran generación de cantantes de los años 1980, como Don Dokken de Dokken, Jimi Jamison de Survivor, Joe Elliott de Def Leppard, Bruce Dickinson de Iron Maiden, Lou Gramm de Foreigner y muchos otros. Entre las colaboraciones de Perry con otros músicos, destacan la grabación de los coros en varias canciones de Sammy Hagar, entre ellas "Run For Your Life" en 1980, y la grabación en 1982 de un exitoso dueto con Kenny Loggins, "Don't fight it". También colaboró con Sheena Easton, Clannad y Jon Bon Jovi.
En 1984, tras la gira del álbum Frontiers, Perry lanzó su primer álbum como solista, titulado Street Talk, nombre posterior de la primera banda de Perry Alien Project. La grabación fue un éxito, obteniendo un doble disco de platino, habiendo vendido alrededor de 2 millones de copias, y alcanzando además el número tres con el sencillo «Oh Sherrie», dedicada a la que era su novia entonces, Sherrie Swafford quien aparece en el videoclip, y el puesto 18.º con «Foolish Heart». El videoclip de «Oh Sherrie" tuvo un gran éxito en MTV. «She's Mine» y «Strung Out» también fueron lanzados como sencillos. Además colaboraron en la grabación del álbum el anterior batería de Alien Project, Craig Krampf, el guitarrista Michael Landau, o Randy Jackson, actualmente jurado del concurso American Idol, entre otros. En 1985, Perry apareció en USA for Africa, grabando junto con otras estrellas estadounidenses el sencillo «We Are the World».
Steve Perry sufrió un accidente practicando senderismo y comunicó que necesitaba hacerse una cirugía de cadera, Debido a la dilatada indecisión de Perry sobre este asunto, la banda no quiso esperar y optó por sustituir a Perry por un imitador, Steve Augeri, y más tarde, por Arnel Pineda, cantante con registro vocal muy cercano a la tesitura de Perry.  Perry se alejó del ámbito musical y declaró no tener intenciones de reunirse con Journey.

## Carrera musical como solista-después de Journey
Perry es dueño de un amplio registro vocal natural y tuvo una explosiva carrera en solitario muy positiva, aunque fue de breve duración, desde finales de los ochenta hasta mediados de los noventa. En 1984 lanzó el álbum Street Talk que alcanzó el puesto 12 en el Billboard y obtuvo dos discos de platino. En 1994 lanzó al mercado su segunda producción en solitario, For the Love of Strange Medicine, logrando el puesto 15 en el Billboard. La revista Rolling Stone nombró a Perry el 76° mejor cantante de su lista de "Los 100 cantantes más grandes de todos los tiempos".
2013 fue un año difícil para Perry no solo por tener que superar la muerte de su pareja, Kellie Adrienne Nash, fallecida de cáncer de mama el 14 de diciembre de 2012, además que él mismo fue diagnosticado de cáncer de piel que logró superar.
En 2017, Perry se reunió por última vez en el Salón de la Fama con los antiguos compañeros de Journey en el 50 aniversario de miembros de bandas de rock.
El 7 de abril de 2017 la banda de Journey ingresó al Salón de la fama del Rock, dando Steve Perry un emotivo discurso. Dos días después, en entrevista con ABC Radio, Perry describió el nuevo álbum como una “expresión emocional” respecto a la pérdida de alguien amado. "Yo conocí a alguien y me enamoré de esta persona" explica, "la perdí por el cáncer de seno hace cuatro años. A la mitad de esto, yo estuve escribiendo algunas de estas canciones y antes que la perdiera había realizado algunos borradores. Y desde hace un año, comencé a grabarlo".
El 5 de octubre de 2018 lanza su álbum Traces y pasó a un periodo de semirretiro dedicándose a crear nuevas líricas.
En diciembre de 2021, lanzó un álbum navideño denominado The Season, y en 2023 anunció que haría acompañamiento vocal en el nuevo álbum de Dolly Parton.

## Discografía
| Año  | Álbum                                  | U.S. | RIAA certification |
| ---- | -------------------------------------- | ---- | ------------------ |
| 1984 | Street Talk                            | 12   | 2x Platinum        |
| 1994 | For The Love Of Strange Medicine       | 15   | Gold               |
| 1998 | Greatest Hits + Five Unreleased        | -    |                    |
| 2009 | Playlist: The Very Best Of Steve Perry | -    |                    |
| 2018 | Traces                                 |      |                    |

## Sencillos
| Año  | Canción                                    | Billboard Hot 100 | US MSR | US A.C. | Reino Unido singles | Álbum                            |
| ---- | ------------------------------------------ | ----------------- | ------ | ------- | ------------------- | -------------------------------- |
| 1984 | "Oh Sherrie"                               | 3                 | -      | -       | 89                  | Street Talk                      |
| 1984 | "Foolish Heart"                            | 18                | -      | 2       | -                   | Street Talk                      |
| 1984 | "She's Mine"                               | 21                | -      | -       | -                   | Street Talk                      |
| 1984 | "Strung Out"                               | 40                | 17     | -       | -                   | Street Talk                      |
| 1994 | "You Better Wait"                          | 29                | 6      | 17      | -                   | For The Love Of Strange Medicine |
| 1994 | "Missing You"                              | 74                | -      | 24      | -                   | For The Love Of Strange Medicine |
| 1998 | "I Stand Alone"                            | -                 | -      | -       | -                   | Greatest Hits + Five Unreleased  |
| 1998 | "When You're In Love (For The First Time)" | -                 | -      | -       | -                   | Greatest Hits + Five Unreleased  |

## Videoclips
- Oh, Sherrie (1984)
- Foolish Heart (1984)
- Strung Out (1984)
- You Better Wait (1994)
- Missing You (1994)
- I Stand Alone (1998)
- No Erasin' (2018)
- We're Still Here (2018)
- Most Of All (Radio Mix) (2018)
- No More Cryin' (2018)